# Elisabeta Maria de Austria
Elisabeta Maria, supranumită Arhiducesa Roșie, (n. 2 septembrie 1883, Laxenburg, Austria Inferioară, Austro-Ungaria – d. 16 martie 1963, Viena, Austria), membră a familiei imperiale austriece de Habsburg-Lorena, a fost o arhiducesă de Austria devenită faimoasă pentru convingerile ei socialiste, fiind membră a Partidului Social Democratic Austriac.

## Primii ani

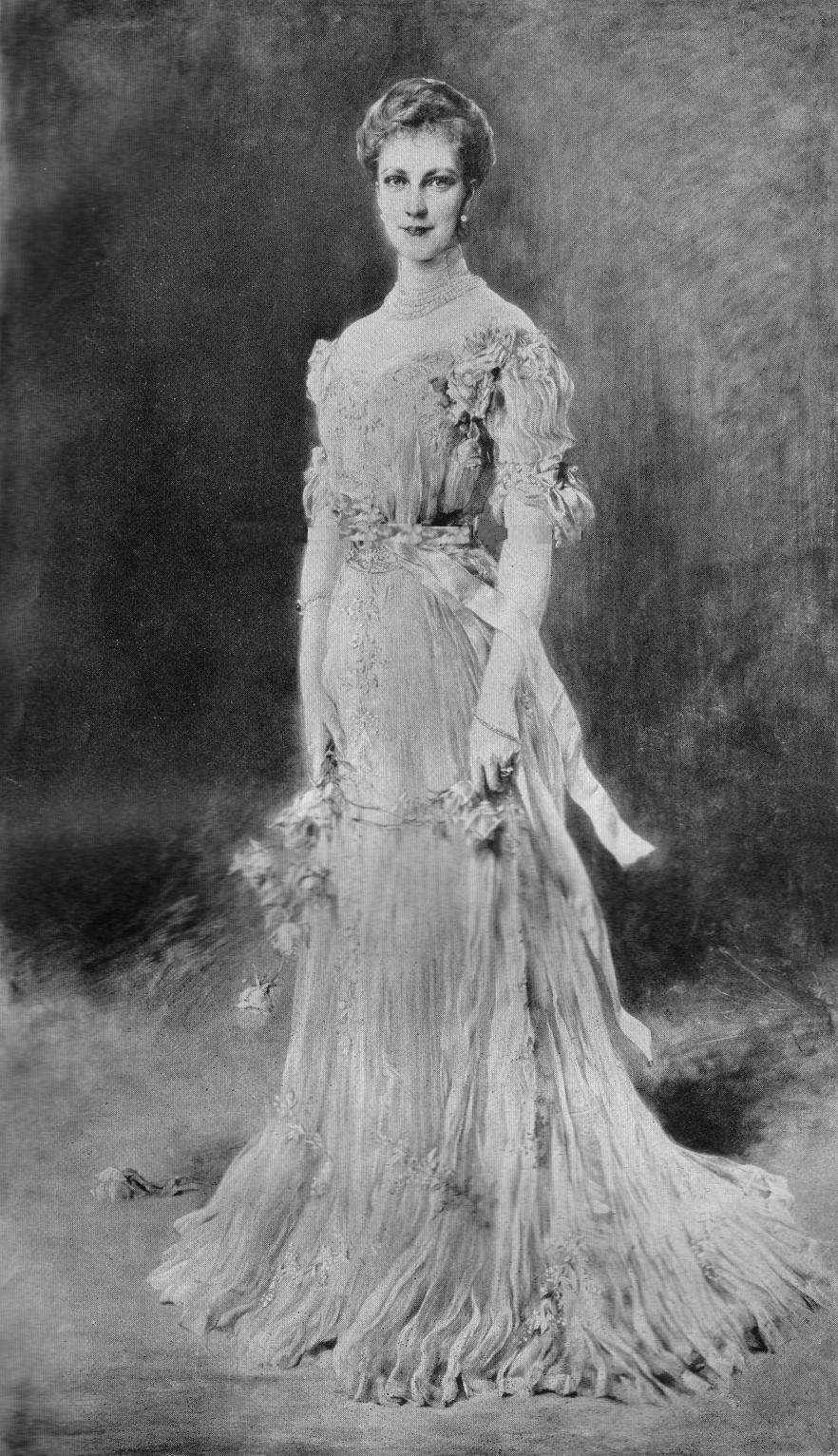
Portret al prințesei de Windisch-Graetz, 1910

Elisabeta s-a născut în Palatul Laxenburg la 2 septembrie 1883, ca fiică a prințului Rudolf și a soției sale, prințesa Stéphanie, fiica regelui Leopold al II-lea al Belgiei. Fiind singurul copil al unicului său fiu (decedat), Elisabeta a fost nepoata favorită a împăratului Franz Joseph al Austriei.
În 1889, când Elisabeta avea puțin peste cinci ani, tatăl ei și baroneasa Maria Vetsera, amanta sa, au fost găsiți morți ca urmare a ceea ce s-a presupus a fi un „pact” de sinucidere în castelul de vânătoare de la Mayerling. Decesul tatălui ei a întrerupt succesiunea dinastică a familiei imperiale austriece de Habsburg-Lorena și a fost un factor pentru destabilizarea Austro-Ungariei, care a culminat cu Primul Război Mondial urmat de dezmembrarea imperiului habsburgic.
După decesul lui Rudolf, Franz Joseph a preluat tutela ei; din ordinul lui, Elisabetei Maria i s-a interzis să părăsească Austria împreună cu mama ei. La o vârstă fragedă ea a manifestat o personalitate puternică, precum și o opoziție la Curtea vieneză.
Bunica ei paternă, frumoasa și capricioasa împărăteasă Elisabeta, nu s-a bucurat să fie identificată ca bunică și nu a fost apropiată de nici unul dintre nepoții ei. Cu toate acestea, după asasinarea ei în 1898, prin testament, Elisabeta Maria a devenit moștenitoarea unei mari părți a bunurilor personale ale împărătesei.
În 1900 mama ei Stéphanie a renunțat la titlul de prințesă moștenitoare pentru a se căsători cu tânărul protestant conte maghiar Elemer Lonyay. Deși Franz Joseph i-a oferit zestre și în cele din urmă Lonyay s-a convertit, Elisabeta a rupt orice contact cu mama sa dezaprobând faptul că ea se recăsătorise, considerând aceasta ca o trădare a memoriei tatălui ei. Mama sa a dezmoștenit-o în 1934.